# Crowsnest Park
Crowsnest Park är en park i Kanada.   Den ligger i provinsen British Columbia, i den södra delen av landet, 2 900 km väster om huvudstaden Ottawa. Crowsnest Park ligger 1 363 meter över havet. Den ligger vid sjön Summit Lake.
Terrängen runt Crowsnest Park är kuperad västerut, men österut är den bergig. Crowsnest Park ligger nere i en dal. Runt Crowsnest Park är det glesbefolkat, med 19 invånare per kvadratkilometer.. Närmaste större samhälle är Sparwood, 16,1 km nordväst om Crowsnest Park.
I omgivningarna runt Crowsnest Park växer i huvudsak barrskog.